# Cristina Guarda
Cristina Guarda (nascida a 3 de Março de 1990) é uma política italiana da Europa Verde que foi eleita membro do Parlamento Europeu em 2024. Em 2015 foi eleita para o Conselho Regional do Veneto, tendo sido reeleita em 2020.